# Lưu Kế Tông
Lưu Kế Tông (chữ Hán: 劉繼宗; ? –989), hay Lưu Kỳ Tông, là vua của Chiêm Thành từ năm 986 đến năm 989.

## Hành trạng
Sử liệu Việt Nam cũng như Trung Quốc biên chép rất ít về Lưu Kế Tông. Theo các nhà nghiên cứu lịch sử, năm 979, nhân sự kiện cha con Đinh Tiên Hoàng và Đinh Liễn bị giết hại, phò mã nhà Đinh là Ngô Nhật Khánh đã xúi vua Chiêm Thành là Paramesvaravarman I (sử Việt chép là Bề My Thuế 篦眉税) đưa hơn một ngàn chiến thuyền từ Chiêm Thành tiến quân theo đường biển vào chiếm kinh đô Hoa Lư của Đại Cồ Việt. Tuy nhiên khi vào gần cửa Đại Ác (cửa Thần Phù), thì gặp một cơn gió bão nổi lên, quân Chiêm đắm thuyền, Ngô Nhật Khánh cùng nhiều thủy quân Chiêm chết đuối, chỉ có thuyền của vua Chiêm thoát nạn, đành thu vét tàn quân trở về. Do thiệt hại nặng nề này, khi nhà Tống gửi thư ước hẹn với Paramesvaravarman I liên minh cất quân đánh vào biên giới phía Nam của Đại Cồ Việt, quân Chiêm không thể thực hiện.
Để ổn định mặt Nam, ngay sau khi đánh bại quân Tống, vua Lê Đại Hành sai sứ Từ Mục, Ngô Tử Canh sang thông hiếu với Chiêm Thành nhưng bị vua Chiêm bắt giữ. Nhân cớ này, hè năm 982, Lê Đại Hành xuất quân tấn công kinh đô Indrapura (nay thuộc Quảng Nam), giết Paramesvaravarman I. Tân vương Indravarman IV (Tống sử chép là Thi Lợi Đà Bàn Ngô Nhật Hoan 施利陀盤吳日歡) được quần thần tôn lên ngôi, nhưng không cản nổi sức tiến công của quân Đại Cồ Việt nên bỏ trốn vào Vijaya (nay thuộc Bình Định).
Sau khi quân Đại Cồ Việt rút về, Lưu Kế Tông, một tướng quản giáp người Việt, nắm quyền kiểm soát vùng lãnh thổ phía Bắc Chiêm Thành, chiếm giữ kinh đô Indrapura.
Sự kiện vua Lê Đại Hành đánh Chiêm Thành và sai sứ sang thông hiếu với nhà Tống được Tống sử biên chép gián tiếp với vua Lê tiến cống 93 tù nhân người Chiêm cho vua Tống. Sách Tục tư trị thông giám trường biên chép thêm lý do đánh Chiêm được phía Đại Cồ Việt đưa ra là để tự vệ do phía Chiêm Thành mang mấy vạn quân thủy bộ voi ngựa vào cướp phá.
Năm 986, Indravarman IV chết, Lưu Kế Tông tự xưng là vua Chiêm Thành. Tuy nhiên, bấy giờ thế lực trung hưng của người Chiêm nổi lên mạnh mẽ, Lưu Kế Tông phải liên tục ra quân đàn áp, nhiều quân dân Chiêm phải lưu vong sang Tống, nhất là ở Hải Nam và Quảng Châu.
Năm 988, Harivarman II được người Chiêm tôn lên ngôi, đánh bại Lưu Kế Tông, thành lập vương triều thứ bảy của Champa. Người Chăm tiếp tục cuộc đột kích biên giới vào Đại Cồ Việt trong các năm 995 và 997. Tuy nhiên, các cuộc đột kích này nhanh chóng bị Đại Cồ Việt đánh bại.

## Chú thích
1. 1 2  Coedès 1968, tr. 125.
2. ↑  Wade 2011, tr. 144.
3. ↑  Tục tư trị thông giám trường biên, quyển 24.
4. ↑  Chaffee 2018, tr. 60.
5. ↑  Hall 1981, tr. 204.
6. ↑  Coedès 2015, tr. 82.